# Quint (metge)
Quint (en llatí Quintus) va ser un destacat metge romà de la primera meitat del segle ii.
Era deixeble de Marí i tutor de Licos de Macedònia, Sàtir i Ificià. També es diu que va ser tutor del mateix Galè, però probablement és un error. Acusat per diversos metges de matar als seus pacients (potser per enveja) va haver d'abandonar Roma. Va morir al voltant de l'any 148. Va ser cèlebre pel seu coneixement de l'anatomia.
No va deixar cap escrit. Sembla que havia comentat els Aforismes i les Epidèmies d'Hipòcrates, però Galè diu que les seves explicacions no sempre eren correctes.